# بلرایو، تاسمانی
بلرایو (به انگلیسی: Bellerive) یک حومه شهر در استرالیا است که در تاسمانی واقع شده‌است.